# Monumento funebre dell'antipapa Giovanni XXIII
Il monumento funebre dell'antipapa Giovanni XXIII è un'opera di Donatello e Michelozzo in marmo e bronzo dorato, custodito nel Battistero di Firenze e risalente al 1422-1428 circa. In altezza misura 7,32 metri.

## Storia
Giovanni XXIII, al secolo Baldassarre Cossa, fu una delle figure più controverse tra gli antipapi. Riconosciuto da molti come vero papa, venne deposto in maniera controversa nel concilio di Costanza del 1415 da dove fuggì e venne imprigionato in Germania. Fu liberato grazie al pagamento del riscatto da parte di Giovanni di Bicci de' Medici e, deposto definitivamente il triregno, fu ospitato a Firenze da Cosimo il Vecchio, che lo aiutò a ottenere almeno il titolo cardinalizio, che venne concesso da Martino V in segno di conciliazione.
Morì nel 1419, ma prima aveva incaricato quattro emeriti cittadini, Bartolommeo di Taldo Valori, Niccolò da Uzzano, Vieri Guadagni e lo stesso Giovanni de' Medici, di occuparsi della sua sepoltura, da collocarsi in un monumento in una chiesa fiorentina a loro scelta. La preferenza per il battistero di San Giovanni venne formalizzata nel 1422, dopo l'autorizzazione dell'Arte di Calimala che ne aveva il patronato, andando così a confermare la predilezione del Cossa stesso per questo luogo, che aveva beneficiato con diverse donazioni.
Non si conosce la data esatta di inizio dei lavori, ma la si colloca, per le parti principali, al 1426, un anno dopo che era nato il sodalizio di bottega tra Donatello e Michelozzo. Non si conoscono gli estremi precisi della commissione e del pagamento dell'opera, ma la sua storia è stata chiarita dalla Lisner (1958-1959), che ha analizzato i vari riferimenti documentari indiretti.
Nel 1431 Martino V fece correggere l'iscrizione tombale, facendo aggiungere la parola "quondam" a "papa", cioè "già" papa (perché al momento della morte non lo era più).
Il monumento, con il suo sviluppo in verticale e dall'aspetto teatrale, fece da modello per numerosi altri monumenti funebri, come quelli, per restare in ambito fiorentino, nella basilica di Santa Croce.

## Descrizione e stile

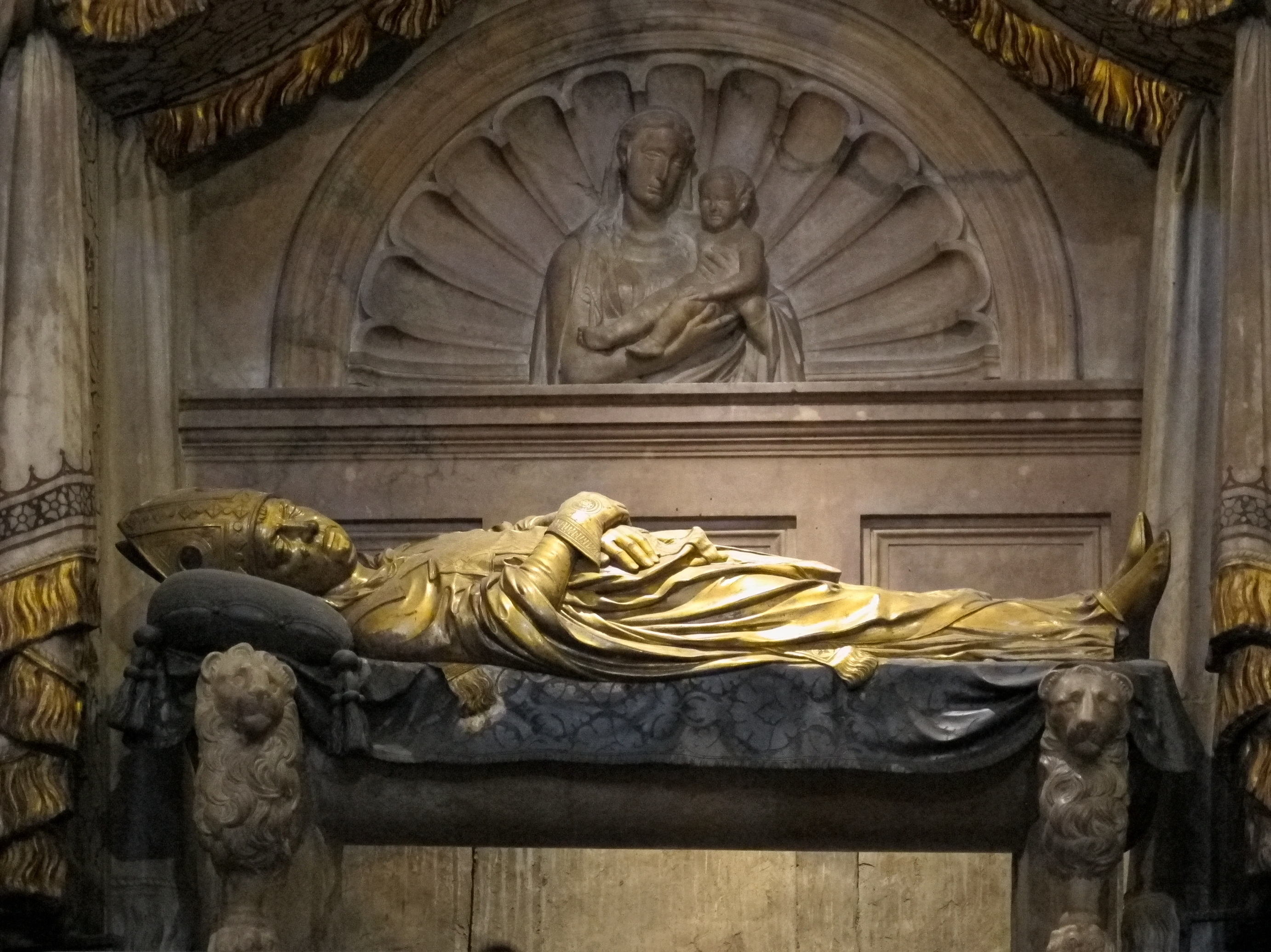
la statua in bronzo dorato di Giovanni XXIII

Il monumento è collocato tra due colonne a destra dell'altare maggiore. È concepito come una serie di strutture sovrapposte, con il feretro scolpito sulla tomba vera e propria.  La composizione sarà poi ripresa da Bernardo Rossellino nella tomba di Leonardo Bruni.
Partendo dal basso si incontra uno zoccolo decorato da modanature e da un fregio con cherubini, festoni e ghirlande. Seguono tre nicchie a conchiglia con i bassorilievi della Fede, la Carità e la Speranza. Sopra di esse, quattro mensole intervallate da stemmi araldici, reggono il sepolcro vero e proprio, con due putti seduti a fianco dell'iscrizione dedicatoria:
(Lapide sul sepolcro)
Da notare lo stemma centrale, che è quello pontificio, riferendosi esplicitamente all'esercizio del papato da parte del defunto.
La lapide non manca di ricordare lo status di "ex" papa, anche perché la sua sepoltura nella chiesa non creasse alcun conflitto con la Curia Romana.
Sopra il sarcofago si trova la statua in bronzo dorato di Giovanni XXIII, sicura opera di Donatello. Il religioso è rappresentato adagiato su un lettino con un ricco drappo nero (in bronzo) e un cuscino con nappe. Abbigliato in un sontuoso abito cardinalizio (con mitria, guanti e mantello), ha il capo reclinato lateralmente e il volto espressivamente corrucciato, ma non eccessivamente, infatti pare come addormentato. Il lettuccio venne staccato dalla parete in un secondo momento e portato in avanti di circa 40 cm, facendolo pendere leggermente verso l'esterno, per rendere meglio visibile il ritratto bronzeo dal basso.
La statua è coperta da un baldacchino marmoreo che disegna una cuspide, al di sotto della quale si trova una lunetta in forma di conchiglia con una raffigurazione della Madonna col Bambino, pure di mano di Donatello. Il tendaggio è decorato da melograni, simbolo di eternità.
Il bronzo del ritratto del defunto è lavorato con grande maestria, le pieghe della veste evocano la morbidezza della stoffa, ma le increspature sottolineano la vivacità inquieta tipica delle migliori opere di Donatello.

## Attribuzione
La questione dell'attribuzione a Donatello o a Michelozzo a ad aiuti di bottega è una questione molto dibattuta dalla critica, che non ha raggiunto ancora una posizione unanime. Geymuller (1894) e Lisner (1958-1959) attribuirono l'intero monumento a Donatello con un intervento di Michelozzo legato essenzialmente alla definizione della struttura architettonica. Janson (1941) e Pope-Hennessy (1958) ipotizzarono un contributo più rilevante di Michelozzo. Ronald Lightbown (1980) attribuì a quest'ultimo la lunetta con la Madonna col Bambino, mentre il giacente veniva assegnato a Donatello e il fregio di ghirlande e putti e le Virtù a maestranze di bottega, contraddicendo Vasari che annotò le Virtù come opere michelozziane.
Miranda Ferrara e Francesco Quinterio, sottolineando l'età molto giovane di Michelozzo, gli assegnarono un ruolo essenzialmente di fonditore, reduce dall'attività alla zecca e dalla collaborazione con Ghiberti. Alcuni elementi stilistici "nordici" vennero spiegati anche come gli effetti di un viaggio a Venezia di Michelozzo del 1423.